# 토스칸스키궁

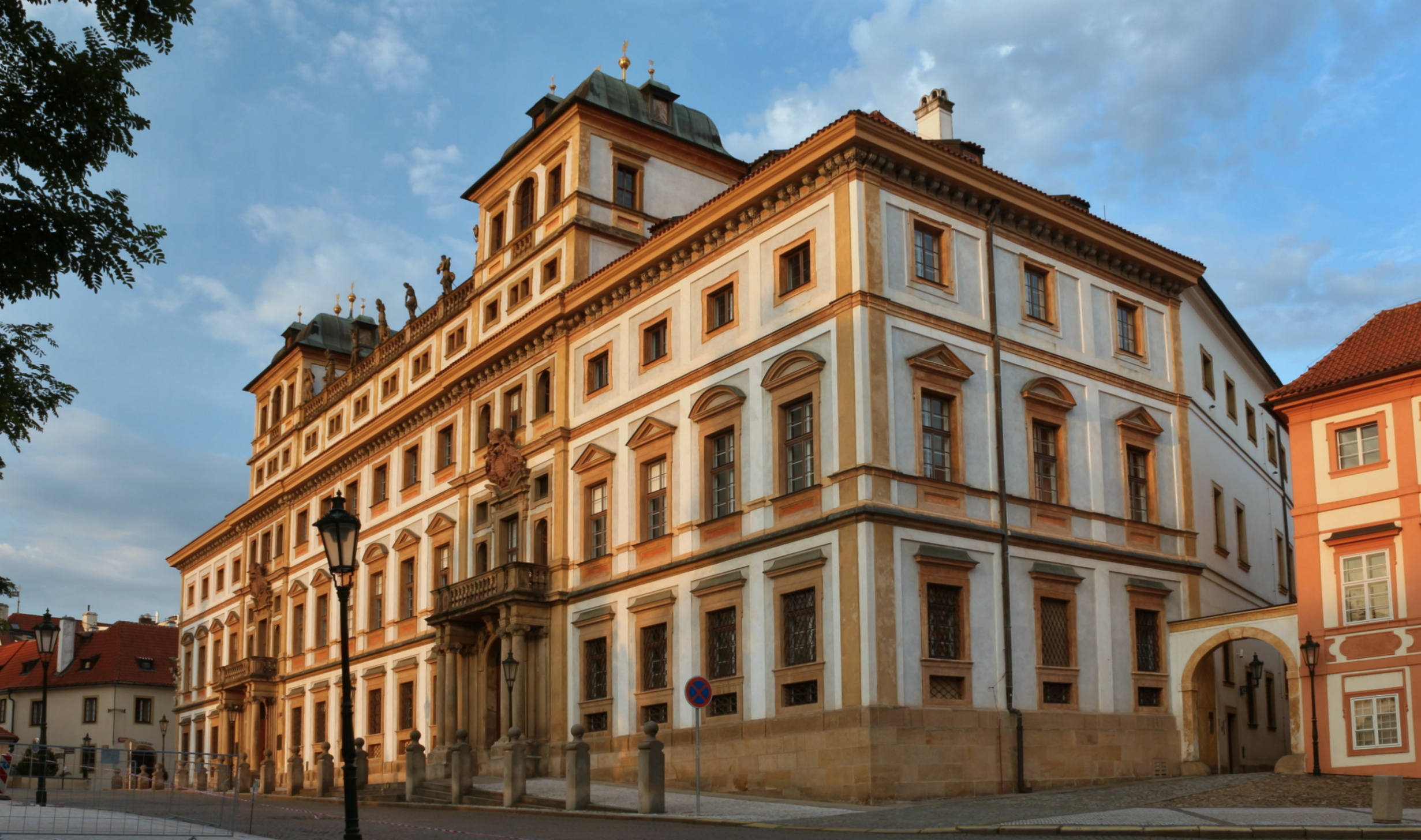
토스칸스키궁

토스칸스키궁(체코어: Toskánský palác)은 체코 프라하 프라하 1에 있는 바로크 양식의 궁전이다. 흐라드찬스케 광장 서쪽에 위치한다. 현재 이 건물은 체코 외교부 청사로 사용되고 있다. 1964년부터 이 궁전은 문화 기념물로 등재되어 있다.